# ランドリー (ヌヴェール伯)
ヌヴェール伯ランドリー・ド・モンソー（Landry de Monceaux, 970年 - 1028年）は、初代ヌヴェール伯（在位：989年 - 1028年）。

## 生涯
ランドリーは、モンソー＝ル＝コントの領主でモンソー城を建設したボドンの息子である。990年頃、ランドリーは、それまでニヴェルネーを統治していた義父のブルゴーニュ伯オット＝ギヨームからヌヴェール伯領を授けられた。これは、ブルゴーニュ公アンリ1世とフランス王ユーグ・カペーの同意を得て行われた。
ランドリーは、サンジェルマン・ド・オセール、フラヴィニー、クリュニーの各修道院に対して寛大な態度をとったことで知られ、ランドリーの城はローマに向かう巡礼者は貧富を問わず誰でも利用することができた。
993年、ランドリーは、フランス王に対する反逆を企てたとして、ラン司教アダルベロンを告発するための証拠を集めた。アダルベロンは、皇帝オットー3世やブロワ伯ウード1世と共謀して、フランス王国を皇帝の管轄下に置くことを企てたと言われている。長い裁判の後、アダルベロンは恩赦を受け、ランドリーはユーグ・カペーと王太子ロベールからフランスのセネシャルの地位を与えられた。
1002年、ブルゴーニュ公アンリ1世が子を残さずに死去すると、養子のブルゴーニュ伯オット＝ギヨームと甥のフランス王ロベール2世との間で継承戦争が勃発した。ランドリーは義父を支持し、オセールを占領した。ロベール2世はノルマンディー公リシャール2世に訴え、3万人の兵士を派遣した。ロベール2世はオセールとその周辺地域を2度包囲したものの失敗に終わった後、1005年にランドリーとの和平に同意した。
1023年、ランドリーはサンス大司教が開催した和平会議に出席し、ブルゴーニュとシャンパーニュの領地争いをめぐってフランス王とブロワ伯ウード2世を和解させた。
ランドリーは1028年、クールドン城で死去した。

## 結婚と子女
姓氏不明の女性との最初の結婚により3子をもうけた。
- ボドン（995年以前 – 1023年） - アンジュー伯フルク3世の娘アデール・ド・ヴァンドーム＝アンジューとの結婚によりヴァンドーム伯となった。
- ランドリー（1002年生）
- ロベール（1032年没）

ブルゴーニュ伯オット＝ギヨームの娘マティルド（983年 - 1005年）との結婚により、3子をもうけた。
- ルノー1世（1040年没） - フランス王ロベール2世の娘アデライードと結婚した。
- ギー（1032年以降没） - ゴメッツ家祖
- マティルド（1005年没）